# Bariumboraat
Bariumboraat, ook wel afgekort als BBO, is een anorganische verbinding van barium en boraat met de formule {\displaystyle {\ce {Ba(BO2)2}}}. Het komt voor als mono- of dihydraat, maar ook als watervrij zout. De verschijningsvorm is een wit poeder of kleurloze kristallen. De kristallen hebben een hoge temperatuur α-fase en een lage temperatuur β-fase. BBO is een bekend niet-lineair optisch materiaal: beide fasen zijn dubbelbrekend.
Bariumboraat is ontdekt en ontwikkeld door Chen Chuangtian et al. aan het Fujian Instituut voor onderzoek naar de structuur van materie van de Chinese Academie van Wetenschappen.

## Eigenschappen

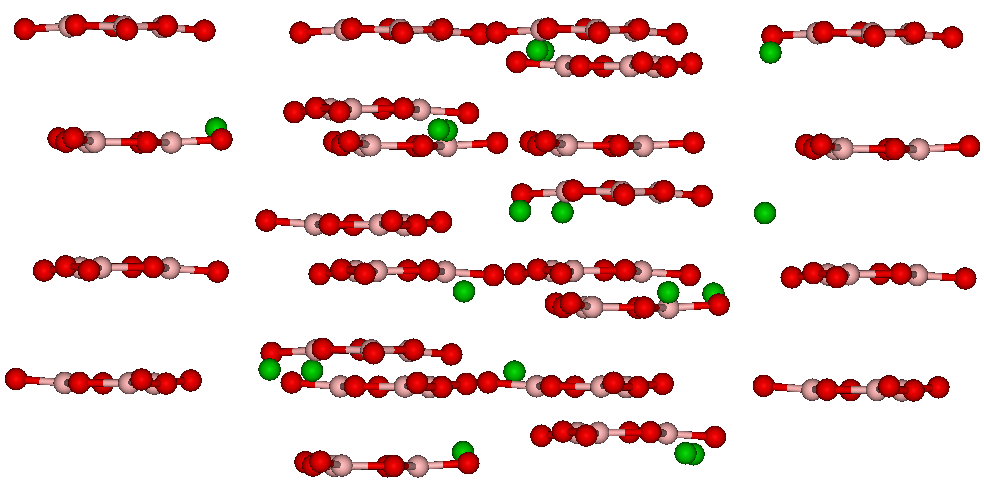
Kristalstructuur van BBO, gezien vrijwel loodrecht op de c-as. Kleuren: groen: Barium, roze: Boor, rood: Zuurstof

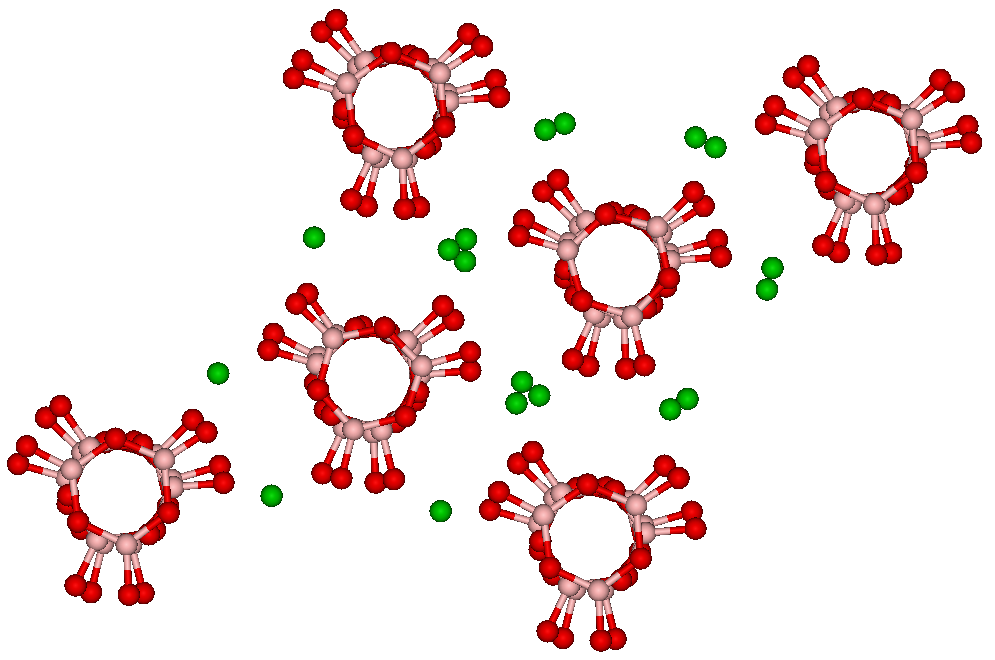
BBO gezien langs de c-as

Bariumboraat komt voor in twee kristalvormen: alfa en beta. De bij lage temperatuur stabiele beta-fase gaat bij verwarming tot  925 °C over in de alfa-vorm. De structuur van β-bariumboraat (BBO) verschilt van de α form in de positie van de barium-ionen in het kristal. Beide vormen zijn dubbelbrekend, maar de α-fase heeft een centrale symmetrie die ontbreekt in de β-fase, zodat de niet-lineaire eigenschappen van de twee vormen verschillen.
Alpha- bariumboraat, α-{\displaystyle {\ce {BaB2O4}}} heeft als optisch materiaal een zeer breed transmissiebereik: vanaf ongeveer 190 nm tot 3500 nm. Het heeft goede mechanische eigenschappen en is geschikt voor hoog-vermogen gepolariseerd ultraviolet optische toepassingen. Het kan calciet, titanium(IV)oxide of lithiumniobaat vervangen in Glan–Taylor prisma's, Glan–Thompson prisma's, stralingsdelers en andere optische componenten. Het is nauwelijks hygroscopisch en heeft een waarde van 4,5 op de hardheidsschaal van Mohs. De grenswaarde voor laserbeschadiging is 1 GW/cm2 bij 1064 nm en 500 MW/cm2 voor 355 nm.
Beta bariumboraat, β-{\displaystyle {\ce {BaB2O4}}}, is een niet-lineair optioptisch materiaal met een iets kleiner transmissiebereik dan de α-vorm, ongeveer van 190 tot 3300 nm. Het kan gebruikt worden voor spontaneous parametric down-conversion. Het heeft dezelfde hardheid: 4,5 op de schaal van Mohs.

## Synthese
Bariumbaraat kan bereid worden door een waterige oplossing van boorzuur te combineren met een bariumhydroxide-oplossing. Het ontstane γ-bariumboraat bevat kristalwater dat bij drogen op  120 °C niet geheel te verwijderen is. Watervrij bariumboraat ontstaat bij verhetten tot 300–400 °C. Calcinatie bij 600–800 °C zet het materiaalcompleet om in de β-vorm. BBO dat op deze manier bereid wordt bevat geen sporen van {\displaystyle {\ce {BaB2O2}}}
BBO-kristallen voor toepassingen in de niet-lineaire optica ontstaan in een smelt van bariumboraat, natriumoxide en natriumchloride.
Dunne lagen (film) van bariumboraat kunnen  MOCVD gemaakt worden op basis van barium(II)hydro-tri(1-pyrazolyl)boraat. De verschillende kristallografische fasen van bariumboraat kunnen verkregen worden door de juiste temperatuur voor het proces te kiezen. Dunne films van β-bariumboraat kunnen via sol-gel-synthese gerealiseerd worden.
Bariumboraatmonohydraat ontstaat tijdens de ractie van een oplossing bariumsulfide en natriumtetraboraat. Het is een wit poeder dat toegepast wordt in de verfindustrie als pigment of als additief (vlamvertrager, fungicide en corrosieremmer).
Bariumboraatdihydraat wordt gevormd uit de oplossingen van natriumboraat en bariumchloride bij 90–95 °C. Na afkoelen tot kamertemperatuur is er een wit poeder neergeslagen. Bariumboraatdihydraat verliest water boven 140 °C. Het wordt toegepast als vlamvertrager in verven, textiel en papier.

## Toepassingen
BBO vormt een populair niet-lineair optisch kristal. Met β-BBO kunnen kwantumverstrengelde fotonen gemaakt worden. Het is zowel een bactericide als een fungicide. het wordt toegevoegd aan verven, lijm, plastics en papier.
Bariumboraat is goed bestand tegen ultraviolet-bestraling. Het wordt gebruikt als UV-stabilisator in pvc.
De (kleine) oplosbaarheid van bariumboraat is een nadeel wanneer het als pigment gebruikt wordt. Met siliciumdioxide-gecoat poeder is beschikbaar. De basische eigenschappen en de passiverende eigenschappen van het boraat-ion versterken de anti-corrosiewerking van de stof. Standaard commercieel bariumboraat is leverbaar in drie klassen: Klasse I is puur bariumboraat, Klasse II is een mengsel met 27% zinkoxide en Klasse III is een mengsel met 18% zinkoxide en 29% calciumsulfaat. Bariumboraat vertoont synergistische eigenschappen in combinatie met zinkboraat.
Bariumboraat wordt toegepast als flux (tot 2%) in sommige recepten voor keramische condensatoren waar bariumtitanaat of loodzirconaat in verwerkt is. De verhouding barium/boor is kritisch voor de flux-werking. Het gehalte {\displaystyle {\ce {BaB2O2}}} heeft een negatief effect op de flux-eigenschappen.
Vliegas kan gebruikt worden als afscherming tegen straling. Verglaasde vliegas is hierin superieur ten opzichte van beton of op andere wijzen verkregen bariumboraat.

## Gegevens over verschillende vormen van bariumboraat
|                         | anhydraat                        | monohydraat                          | dihydraat                             |
| Formule                 | {\displaystyle {\ce {Ba(BO2)2}}} | {\displaystyle {\ce {Ba(BO2)2.H2O}}} | {\displaystyle {\ce {Ba(BO2)2.2H2O}}} |
| Brutoformule            | {\displaystyle {\ce {B2BaO4}}}   | {\displaystyle {\ce {H2B2BaO5}}}     | {\displaystyle {\ce {H4B2BaO6}}}      |
| CAS-nummer              | 13701-59-2                       | 19004-06-9                           | 23436-05-7                            |
| PubChem                 | 6101043                          | 23165673                             | 24884193                              |
| Molaire massa (g·mol−1) | 222,95                           | 240,97                               | 258,98                                |
| Dichtheid) (g·cm−1)     | 3,85                             |                                      |                                       |
| Smeltpunt (°C)          | 1059                             |                                      |                                       |